# 驚聲尖叫 (2022年電影)
《驚聲尖叫》（英語：Scream，別稱《驚聲尖叫5》）是一部2022年美國砍殺電影，由泰勒·吉列特和馬特·貝蒂內利-奧爾平共同執導，詹姆斯·范德比爾特和蓋·布西克共同撰寫劇本。該片為2011年電影《驚聲尖叫4》的續集，「驚聲尖叫系列」的第五部電影，由大衛·艾奎特、妮芙·坎貝爾和寇特妮·考克絲主演。
《驚聲尖叫》由派拉蒙影業發行於2022年1月14日美國上映，院線上映45天後上線串流平台派拉蒙+。

## 劇情
曾被一連串殘酷的殺人事件蹂躪的寧靜小鎮伍茲柏勒，事隔了25年，一不明殺手再度戴上鬼臉面具，對一群青少年展開虐殺，迫使小鎮居民重新面對過往的秘密。
在比利·盧米斯和史都·馬克在伍茲伯勒大肆殺戮25年後，高中生塔拉·卡本特獨自在家時被鬼面殺手襲擊並住院治療。塔拉住在莫德斯托的姐姐珊曼莎·「珊」·卡本特從塔拉朋友之一衛斯·希克斯那裡得知了襲擊事件。珊和她的男友瑞奇·克許回到伍茲伯勒去醫院探望塔拉，並與塔拉的朋友圈：衛斯、安柏·費里曼和雙胞胎兄妹查德和明蒂·米克斯-馬汀會面。當晚，查德女友莉芙·麥肯錫的前男友，同時也是史都侄子的文斯·史奈德遭到鬼面殺手殺害。珊在醫院內被鬼面殺手襲擊，她在逃過一劫後告訴塔拉導致姐妹倆雙親分居以及姐妹疏遠的原因：珊在十幾歲時就知道他是她的親生父親，而她不斷看到比利的幻影出現。
珊與瑞奇拜訪了與蓋兒·魏德斯離婚的杜威·瑞利，請求他幫助阻止兇殺案。杜威聯繫了蓋兒和席妮·皮斯考克，警告她們鬼面殺手重出江湖。杜威在明蒂和查德的家中加入了他們，並與雙胞胎的母親瑪莎（藍迪·米克斯的妹妹）團聚。由於這三起襲擊是針對與原兇手有某種聯繫的人，明蒂推斷兇手正在遵循重啟續集（requel）的規則行兇。鬼面殺手隨後在衛斯家中謀殺了衛斯和他的母親茱蒂·希克斯警長，杜威因此與來到鎮上報導故事的蓋兒重聚。塔拉和瑞奇在醫院被鬼面殺手襲擊，但被趕來的杜威與珊救了。杜威在試圖殺死鬼面殺手時反遭殺害。席妮在得知杜威的死訊後返回伍茲伯勒，並在醫院見到了蓋兒和珊。席妮請珊幫忙阻止兇手但遭其拒絕，後者選擇與瑞奇和塔拉一起離開小鎮。
席妮和蓋兒尾隨三人來到安柏家，該處是史都的故居，也是最初伍茲伯勒大屠殺的案發現場。一場紀念衛斯的聚會正在進行中，查德和明蒂都遭鬼面殺手襲擊。當眾人會合時，安柏掏出手槍將莉芙爆頭殺害，揭露自己正是鬼面殺手，席妮和蓋兒隨後抵達。稍後，瑞奇被揭露為另外一名鬼面殺手，也是襲擊塔拉的人，他刺傷珊，並將她、席妮與蓋兒帶往席妮第一次與比利和史都對峙的廚房。
瑞奇和安柏透露他們是在網上認識的《刺殺》系列的粉絲，而他們對最新作《刺殺8》的劇情發展感到十分不滿而決定開始殺人，藉由帶回「經典角色」，為未來的《刺殺》系列續集提供更新更進步的「改編題材」，並企圖誣陷珊為凶手。席妮與蓋兒在掙脫後與安柏扭打，蓋兒在槍擊安柏後使她落在爐子上全身著火。受傷的珊再度看見比利的幻影，因而注意到安柏扔下的刀。她在擁抱她父親的殺手本能後用刀不斷刺殺瑞奇，最終將他射殺。安柏在嚴重燒傷後企圖攻擊眾人，但被塔拉射殺身亡。最後，塔拉和米克斯雙胞胎被抬上救護車送往醫院，珊對席妮與蓋兒伸出援手而向兩人致謝。蓋兒決定接下來的報導要對杜威致敬，並拒絕寫新的謀殺使兇手惡名昭彰。在珊和塔拉一起上了救護車後，媒體如25年前般湧入報導此次的兇殺案。

## 演員
主角
| 演員             | 角色                                          | 備註 |
| 梅莉莎·巴雷拉    | 珊曼莎·「珊」·卡本特 Samantha "Sam" Carpenter | 伍茲伯勒鎮前居民，現居住於莫德斯托。塔拉同母異父的姐姐，有著不為人知的祕密，為了保護塔拉選擇不告而別，但在塔拉遇襲後返回伍茲伯勒鎮。 |
| 珍娜·奧特嘉      | 塔拉·卡本特 Tara Carpenter                    | 伍茲伯勒高中學生，珊同母異父的妹妹，對於珊當年不告而別心生不滿，明蒂、查德、安柏、衛斯、莉芙的好友。                                 |
| 傑克·奎德        | 理查·「瑞奇」·克許 Richard "Richie" Kirsch    | 珊的男友，在塔拉遇襲後，和珊一同前往伍茲伯勒鎮。                                                                                     |
| 梅森·古丁        | 查德·米克斯-馬汀 Chad Meeks–Martin            | 伍茲伯勒高中學生，瑪莎的兒子、藍迪的姪子，和明蒂為異卵雙胞胎。為塔拉、安柏、衛斯的好友，莉芙的男友。                                 |
| 潔絲敏·莎懷·布朗 | 明蒂·米克斯-馬汀 Mindy Meeks–Martin           | 伍茲伯勒高中學生，瑪莎的女兒、藍迪的姪女，和查德為異卵雙胞胎。為塔拉、安柏、衛斯的好友。                                             |
| 麥琪·麥迪遜      | 安柏·費里曼 Amber Freeman                     | 伍茲伯勒高中學生，塔拉、查德、明蒂、莉芙、衛斯的好友。                                                                               |

經典角色
| 演員          | 角色                                      | 備註 |
| 妮芙·坎貝爾   | 席妮·皮斯考克 Sidney Prescott             | 暢銷作家，一系列鬼臉謀殺案的傳奇倖存者。一名聰明、足智多謀的女子，杜威與蓋兒的好友。在經歷前四作的謀殺案後遠離伍茲伯勒，且與馬克·肯凱德結婚並育有三個小孩。 |
| 大衛·艾奎特   | 杜懷特·「杜威」·瑞利 Dwight "Dewey" Riley | 伍茲伯勒鎮前警長，席妮的舊識，蓋兒的前夫，因為不習慣紐約的生活且放不下伍茲伯勒而與蓋兒離婚，但依然深愛蓋兒。曾多次逃脫鬼面殺手魔掌。                        |
| 寇特妮·考克絲 | 蓋兒·魏德斯 Gale Weathers                 | 新聞台晨間節目主持人，一位雄心勃勃、意志堅強的女子。在經歷前四作的謀殺案後成為晨間節目主持人。                                                              |
| 瑪莉·雪登     | 茱蒂·希克斯 Sheriff Judy Hicks            | 衛斯的母親，伍茲伯勒的新任警長，也是席妮的高中同學，2011年伍茲伯勒謀殺案的倖存者之一。                                                                      |
| 海瑟·瑪塔拉佐 | 瑪莎·米克斯 Martha Meeks                  | 藍迪的妹妹，明蒂和查德的母親。2000年好萊塢謀殺案期間曾給予席妮協助。                                                                                        |
| 史基特·烏瑞奇 | 比利·魯米斯 Billy Loomis                  | 席妮的前男友，1996年伍茲伯勒謀殺案的主謀之一。 |

其他角色
| 演員        | 角色                        | 備註                                                               |
| 迪倫·明奈特 | 衛斯·希克斯 Wes Hicks       | 茱蒂的兒子，伍茲伯勒高中學生，塔拉、查德、明蒂、莉芙、安柏的好友。 |
| 索妮雅·阿瑪 | 莉芙·麥肯錫 Liv McKenzie    | 伍茲伯勒高中學生，塔拉、明蒂、安柏、衛斯的好友，查德的女友。       |
| 凱爾·加納   | 文斯·史奈德 Vince Schneider | 史都·馬克的姪子，伍茲伯勒鎮上的一名混混，不斷騷擾莉芙。            |

### 其他角色
羅傑·L·傑克森繼續聲演鬼面殺手。另外，YouTube 頻道「死定了」（Dead Meat）的兩位恐怖片部落客詹姆斯·A·詹尼西（James A. Janisse）與雀兒喜·蕾貝卡（Chelsea Rebecca）客串演出影評人。當瑞奇觀看一部有關《刺殺8》的YouTube影片時，在旁邊的縮圖為一張海蒂·潘妮迪亞作為她在《驚聲尖叫4》中飾演角色可碧·里德的照片，以「伍茲伯勒生還者」的身份提及她。潘妮迪亞因這張照片在工作人員列表中被列為「特別致謝」。

## 製作
2020年3月，宣佈馬特·貝蒂內利-奧爾平和泰勒·吉列特將執導第五部《驚聲尖叫》電影，凱文·威廉森擔任編劇和執行製片人，並已經進入正式開發階段，電影有望於2020年5月開始拍攝。2020年5月，宣佈妮芙·坎貝爾正為回歸出演席妮·皮斯考克進行洽談。同月，宣佈大衛·艾奎特回歸飾演杜威·瑞利，詹姆斯·范德比爾特和蓋·布西克擔任編劇，並將於本年晚些時候在北卡羅萊納州的威明頓進行拍攝。2020年6月，據《綜藝》報導，該片將由派拉蒙影業發行，並計劃於2021年上映。2020年7月底，確認寇特妮·考克絲回歸飾演蓋兒·魏德斯。2020年8月，梅莉莎·巴雷拉和珍娜·奧特嘉加盟劇組。2020年9月，傑克·奎德、梅森·古丁、迪倫·明奈特、凱爾·加納、潔絲敏·莎懷·布朗以及麥琪·麥迪遜加盟劇組，而瑪莉·雪登回歸飾演茱蒂·希克斯。同月，宣佈妮芙·坎貝爾回歸飾演席妮·皮斯考克，而索妮雅·阿瑪加盟劇組。

### 拍攝
主體拍攝於2020年9月22日在北卡羅萊納州的威明頓開始進行。拍攝於2020年11月17日殺青。

## 發行
《驚聲尖叫》由派拉蒙影業定於2022年1月14日美國上映，並在院線上映45天後上線串流平台派拉蒙+。

### 評價
爛番茄根據254條評論，持有78%的新鮮度，平均得分6.7／10，觀眾投票獲得82%的分數，平均得分為4.2／5。在Metacritic上，電影獲得60分。

### 票房
| 上一届： 《蜘蛛人：無家日》 | 2022年美國週末票房冠軍 第2週 | 下一届： 《蜘蛛人：無家日》 |